# Tereza Delta
Tereza Delta (São Paulo, 2 de novembro de 1919 - São Bernardo do Campo, 6 de agosto de 1993) foi uma política brasileira, sendo uma das primeiras mulheres a exercer o cargo de prefeita no Brasil. Por seu protagonismo na Câmara dos Vereadores de São Bernardo do Campo, foi homenageada com o nome do plenário desta casa legislativa.
Tereza popularizou-se como mulher decidida, capaz de invadir armazéns e obrigar proprietários a colocarem na porta os gêneros alimentícios que estavam escondidos, graças a essas providências extinguiu-se o chamado "câmbio-negro" de óleo, banha e açúcar na cidade. Hostilizavam-se, assim, todos aqueles que tinham seus privilégios ameaçados, enquanto crescia seu prestígio como grande administradora, a tal ponto de lhe valer duas eleições posteriores como deputada estadual.

## Carreira Política
Por volta do ano de 1943, veio residir em São Bernardo com seu marido o industrial e fazendeiro Maurício Caetano de Castro, instalando-se em uma casa de campo existente na confluência das estradas do Mar e Vergueiro.
Em fins de 1946 e começo de 1947, abraçou a campanha de Adhemar de Barros para governador do Estado de São Paulo, e na cidade apoiou o movimento popular de protesto contra a prefeitura, diante dos problemas de falta de açúcar, óleo e outros gêneros, granjeando as simpatias gerais. Adhemar de Barros, depois de eleito e empossado governador, afastou Wallace Simonsen da prefeitura e nomeou Tereza como prefeita em um mandato-tampão, tomando posse em 1947. Ela permaneceria no cargo até o final desse ano, quando foram realizadas eleições para vereador e prefeito.
Tereza Delta foi eleita vereadora com o maior índice de votos já registrados em São Bernardo até então. Foi conduzida à presidência da Câmara entre 1948 e 1951, quando se afastou para assumir uma cadeira na Assembleia Estadual, para onde fora eleita deputada, exercendo o mandato de 1951 a 1955. Durante esse mandato foi responsável pela criação do primeiro estabelecimento estadual de ensino ginasial na cidade, o Instituto de Educação João Ramalho, pela construção do prédio do Grupo Escolar Maria Iracema Munhoz, construção do viaduto do quilômetro 23 da Rodovia Anchieta e também pela conclusão pelo Estado das obras do primeiro hospital público da cidade, hoje denominado Hospital Escola Anchieta. Ao mesmo tempo, coordenou a construção e conseguiu, em 1953, a elevação do município a categoria de comarca, cujo fórum foi instalado dois anos depois, pelo prefeito em exercício, Sigismundo Sérgio Ballotim.
Em 1960, exerceu novamente mandato de Deputada Estadual, como suplente convocada para vaga temporária na Assembleia Legislativa do Estado. Após se retirar da política, continuou a se dedicar a atividades de empresária, falecendo em 6 de agosto de 1993.
Após sua saída do cenário político, ela prosseguiu com seu comprometimento nas atividades como microempresária. Durante sua vida, foi agraciada com o título de "Cidadã Emérita" pela cidade de São Bernardo do Campo, uma honraria concedida por unanimidade pelos membros da Câmara Municipal local.